# Southeastern Film Critics Association Awards 1994
La 2ª edizione dei Southeastern Film Critics Association Awards si è tenuta nel gennaio 1994.

## Classifiche

### Migliori dieci film
- Lezioni di piano (The Piano), regia di Jane Campion
- Schindler's List - La lista di Schindler (Schindler's List), regia di Steven Spielberg
- Quel che resta del giorno (The Remains of the Day), regia di James Ivory
- Molto rumore per nulla (Much Ado About Nothing), regia di Kenneth Branagh
- Fearless - Senza paura (Fearless), regia di Peter Weir
- America oggi (Short Cuts), regia di Robert Altman
- Il fuggitivo (The Fugitive), regia di Andrew Davis
- Viaggio in Inghilterra (Shadowlands), regia di Richard Attenborough
- Addio mia concubina (Ba wang bie ji), regia di Chen Kaige
- Nella giungla di cemento (Menace II Society), regia di Allen Hughes e Albert Hughes

## Premi
- Miglior film: Lezioni di piano (The Piano), regia di Jane Campion
- Miglior attore: Anthony Hopkins (Quel che resta del giorno e Viaggio in Inghilterra)
- Miglior attrice: Holly Hunter (Lezioni di piano)
- Miglior attore non protagonista: Tommy Lee Jones (Il fuggitivo)
- Miglior attrice non protagonista: Winona Ryder (L'età dell'innocenza)
- Miglior regista: Jane Campion (Lezioni di piano)